# Dimong
Dimong is een bestuurslaag in het regentschap Madiun van de provincie Oost-Java, Indonesië. Dimong telt 3188 inwoners (volkstelling 2010).